# Michel Dunand
 (juin 2016).
Michel Dunand est un poète français né le 24 juillet 1951, à Annecy.

## Biographie
Parrainé par le poète savoyard Jean-Vincent Verdonnet (1923-2013), Michel Dunand a créé en 1984 la revue « Coup de soleil » (poésie et art) à laquelle collaborent ou ont collaboré Serge Brindeau, Joseph Paul Schneider, Max Alhau, Jean-Pierre Gandebeuf, Ménaché, Jean Chatard, Gérard Paris, Jean-Paul Gavard-Perret, Jean-Daniel Robert, entre autres. 
C’est un récitant très actif. Il travaille souvent avec des musiciens : François-René Duchâble, Alain Basso, Pierre Coppier, Nathalie Richard, Catherine Warnier, Brigitte Boëdec, Roula Safar, le groupe afghan Honar, Aliona Tourenko, François Siefert, le compositeur et cristalliste Michel Deneuve, la compositrice Marie-Christine Raboud-Theurillat, ou le compositeur Patrick Rutgé qui dirige à Annecy le Chœur du Tillier. 
Il a réalisé de nombreux travaux et livres d’artistes en collaboration avec des plasticiens.  
Michel Dunand est un collectionneur d’art avisé. Il a beaucoup voyagé. Trois de ses recueils ont été traduits en arabe par le poète tunisien Azouz Jemli (1955-2015), et publiés à Tunis. Certains de ses poèmes sont traduits dans une douzaine de langues. 
Il dirige la « Maison de la poésie d’Annecy ». Fondée par ses soins en 2007, cette Maison de la poésie est un lieu de consultation, d’expositions, de débats, d’information et d’écoute (poésie, musique contemporaine…). 
Invité au Festival de poésie "Voix vives", à Sète, en 2022, il rejoint l'équipe d'animation de celui-ci en 2023. 
Michel Dunand est également président de l'association "Ceux de Rawa-Ruska et leurs descendants" (section Savoie-Dauphiné). Rawa-Ruska fut un sinistre camp de représailles, en Ukraine (Stalag 325). Son père y a été interné durant la Seconde Guerre mondiale. 

### Poésie
- Dernières nouvelles de la nuit. Encre de Jacques de Féline. Le Petit Véhicule, 1989.

- Péril en l’ocre jaune, suivi de Dernières nouvelles de la nuit. La Bartavelle, 1993.

- « Un avant-goût du vent » : 
  1. Ailleurs, toujours, est au soleil , suivi de Roi sans arpent. Préface : Jacques Ancet. Illustrations : Yves Mairot. L’Harmattan, 2003
  2. Hors piste, suivi de Trois amours, aucun. Préface : Jean Joubert. Bois gravés : Jean-Bernard Butin. L’Harmattan, 2008.
  3. Sacre, Jacques André éditeur, 2010.
  4. Tout est dit, Editinter, 2010. Tout est dit (version arabe). La Maison Tunisienne du Livre, MTL. Tunis, 2012.
  5. Mourir d’aller, Jacques André éditeur, 2012.
  6. Tunis ou Tunis. Version bilingue (arabe et français). Traduction : Azouz Jemli. Berg édition, Tunis, 2012.
  7. J’ai jardiné les plus beaux volcans, Po&psy Eres, 2014.
  8. Les toits du cœur, Jacques André éditeur. Postface : Didier Pobel, 2015.
  9. Miels, Éditions Henry, 2016.
  10. Au fil du labyrinthe ensoleillé, Jacques André éditeur, 2018.
  11. Mes orients, Jacques André éditeur, 2020.
  12. Rawa-Ruska, le camp de la soif, Voix d'encre, 2021.
  13. Rien de plus, Éditions Livres du Monde, 2022.
  14. Un pont, des fleuves, Jacques André éditeur, 2023.
- Dernières nouvelles de la nuit et autres poèmes (1980-1993). Peintures : Marc Limousin. Le Petit Véhicule, 2019.

### CD
- Un éternel présent. Poèmes de Michel Dunand, lus par l’auteur. Compositions musicales : Pierre Coppier, Bernard Donzel-Gargand, 2011.

### Livres et travaux d'artistes (sélection)
- Plier bagage. Grand livre-valise. Bois gravés : Roudneff, 1997.
- Les mots ne sortent que la nuit. Sérigraphie : Nathalie Fournier, Laëtitia Givaudan, 2000.
- Roi sans arpent. Collages : Yves Mairot, 2000.
- Cartes-poèmes, marque-pages. Avec Yves Mairot, Roudneff, Pierre Ribà, Rana Raouda, 2003, 2006, 2010.
- Portraits d’ateliers, portraits d’artistes. Photographies : Michel Dunand. Couverture : Christophe Miralles, 2004.
- Tout est dit. Bois gravés : Jean-Bernard Butin, 2009.
- Sacre. Bois gravés : Fanny Gagliardini, 2009.
- Météores. Peintures : Rana Raouda, 2010. En arabe et en français (séparément).
- Libans. Peintures : Rana Raouda, 2010.
- Poésie sur cintre. Avec Emma Schulman, 2012.
- Poésie sur assiettes. Avec Patrice Federgrün, 2012.
- Hildegarde au présent. Avec Yves Mairot, Index, 2013.
- Vers le bleu. Collages : Andréas Sofianopoulos, Index, 2013.
- Toucher le ciel. Avec Guy Calamusa, Index, 2013.
- Venise, encore et toujours. Aquarelles de Jean-Pierre Montmasson. Bilingue (italien, français). Index, 2014.
- Triptyque. Peintures : Enan Burgos. Bilingue (espagnol, français). Index, 2014.
- Livres pauvres. Avec Mary Newcomer, 2015. Avec Jean-Noël Bachès, 2016. Avec Thibault Guibert et Nathalie Pouzet, 2017.
- Quatre poèmes, mis en musique et chantés par Nathalie Richard, 2015.
- 6 estampes de Patrice Federgrün, avec 6 poèmes extraits du recueil " Sacre ", 2016.
- Porto, la rose. Illustrations de Mylène Besson. Bilingue (portugais-français). Index, 2016.
- Un nom de feu (fonds Michel Butor). Avec Martine Jaquemet, 2016.
- Deux Vincent. Avec Martine Jaquemet, 2016.
- Voyager, c'est aimer. Poèmes-mobiles. Avec Thierry Lambert, 2017.
- L'entrouvreur de partout. Avec Maria Desmée, 2017.
- Légion d'horreur. Avec Martine Jaquemet, 2018.
- Jaloux, moi ? Gravures de Patrice Federgrün, 2018.
- Poésie sur sacs (poésiebag). Avec Maële Vincensini, 2018.
- Poésie sur table. Avec Raïssa Sue Kang, 2019.
- Livres pauvres. Avec Chantal Giraud Cauchy, Marc Limousin, Mary Newcomer, Mylène Besson, Danielle Berthet, 2018. Avec Hamid Tibouchi, 2019.
- 6 peintures de Corinne Albrecht, avec 6 poèmes, 2019.
- Livres pauvres. Avec Marie Morel, 2020. Avec Chantal Giraud Cauchy, 2021. Avec Audrey Buzzolini, 2022.
- Livre pauvre : Un dernier cigare, et..., avec Danièle Gay, 2021.
- Centre(s). Aquarelles de Jean-Pierre Montmasson. Bilingue (persan-français). Index, 2021.
- Bribes de Bosphore. Avec Michel Ménaché. Peinture de Maria Desmée, Index, 2022.
- Le feu ne faiblit pas. Avec Andréas Sofianopoulos. Trilingue (grec-turc-français). Index, 2022.
- L'Ukraine au corps. Avec Martine Jaquemet, 2023.
- Moosburg, 1942. Dessins de Danielle Berthet, 2023.

## Citations
- « L'homme est circulaire. »
- « Il ne faudrait s'attacher qu'aux questions. »
- « Je me nourris de vide. Essentiellement. »
- « Voyage à l'endroit. Voyage à l'envers. Je tricote encore. »
- « On ne peut qu'épouser le désert. »
- « Je crois en ma folie. J'espère en ma sagesse. »